# كاند هيت (فريق روك)
كانيد هيت (بالإنجليزية: Canned Heat) فريق روك أمريكي تم شُكِّل في لوس أنجلوس عام 1965. اشتهر الفريق بتوضيح مواد موسيقى البلوز، وتعزيز الاهتمام بهذا النوع من الموسيقى وفنانيها الأصليين. شكل الفريق عاشقان للبلوز هما آلان ويلسون وبوب هايت، اللذان استمدا اسم الفريق من أغنية «كانيد هيت بلوز Canned Heat Blues» (أحزان الحرارة المعلبة) للمغني تومي جونسون عام 1928، وهي أغنية عن مدمن كحول كان قد تحول بشدة إلى شرب ستيرنو، (والذي يطلق عليه عمومًا «حرارة معلبة»).
حقق الفريق شهرة عالمية بعد ظهوره في مهرجانات مونتيري وودستوك في نهاية الستينيات.
جذبت موسيقى الفريق عددًا كبيرًا من المتابعين، وجعلت منه واحدًا من الفرق الأكثر شعبية في عصر الهيبيز. ظهر الفريق في معظم الأحداث الموسيقية الكبرى في نهاية الستينيات، حيث أدى موسيقى البلوز جنبًا إلى جنب مع المواد الخاصة بهم، وفي بعض الأحيان الانغماس في المعزوفات المنفردة الطويلة «المخدرة psychedelic».

## أعضاء الفريق الأصليين
بوب هايت (غناء)
آلان ويلسون (جيتار، وهارمونيكا، وغناء)
هنري فيستين ولاحقًا هارفي مانديل (جيتار رئيسي)
لاري تايلور (جيتار باس)
أدولفو دي لا بارا (طبول)

## أهم أغاني الفريق
رقص وقفزات (1967) 'Rollin’ and Tumblin
غبار مكنستي (1967) Dust My Broom
بعيداً عن لوس أنجلوس (1971) Long Way from L.A
خطأي (1968) My Mistake
قمر ضعيف (1969) Poor Moon
هذا جيد (ماما) (1970) (That’s All Right (Mama
دعونا نعمل معاً (1970) Let’s Work Together
أمفيتامين آني (1968) Amphetamine Annie
الذهاب إلى الريف (1968) Going Up the Country
على الطريق مرة أخرى (1968) On the Road Again

## وصلات خارجية
http://cannedheatmusic.com/ كاند هيت (فريق روك)
https://www.youtube.com/user/HAAKIE48 كاند هيت (فريق روك)
http://www.chromeoxide.com/canned.htm كاند هيت (فريق روك)
http://alanwilsoncannedheat.com/ كاند هيت (فريق روك)
https://www.discogs.com/artist/269094-Canned-Heat كاند هيت (فريق روك)
https://www.imdb.com/name/nm0134078/ كاند هيت (فريق روك)